# Chapadatiran
De chapadatiran (Guyramemua affine) is een zangvogel uit de familie Tyrannidae (tirannen). Deze soort is op grond van in 2017 gepubliceerd onderzoek geplaatst in een eigen geslacht Guyramemua.

## Taxonomie
Deze soort werd vroeger geplaatst in het geslacht Suiriri. Op grond van moleculair genetisch onderzoek werd duidelijk dat deze soort genetisch veel minder verwant was aan de suiriritiran, dan op grond van uiterlijke kenmerken verwacht.

## Kenmerken
De vogel lijkt zeer sterk op de ondersoort S. s. affinis van de suiriritiran en werd tot 2001 als aparte soort binnen dat geslacht beschouwd. De chapadatiran heeft echter een grotere, lichte vlek op het uiteinde van de staart, een kortere snavel en maakt een ander geluid. De vogel vertoont ook een ander gedrag.

## Verspreiding en leefgebied
Deze soort komt voor in het zuidelijke deel van Centraal-Brazilië en oostelijk Bolivia.

## Status
De grootte van de populatie is niet exact bekend. Tussen 2003 en 2007 werd plaatselijk een achteruitgang van 13% per jaar geconstateerd door BirdLife International. De populaties dreigen sterk gefragmenteerd te worden door habitatverlies. Het leefgebied (cerrado) wordt aangetast waarbij natuurlijke vegetatie wordt omgezet in gebied voor agrarisch gebruik en infrastructuur. Om deze redenen staat deze soort als gevoelig op de Rode Lijst van de IUCN.